# الكسندر كوكو
الكسندر كوكو (بالفنلندية: Aleksandr Kokko)‏ (4 يونيو 1987 بسانت بطرسبرغ في روسيا - ) هو لاعب كرة قدم فنلندي في مركز الهجوم. شارك مع منتخب فنلندا تحت 21 سنة لكرة القدم. أما مع النوادي، فقد لعب مع نادي جاز ونادي روفانييمن بالوسورا ونادي فآسا وهونكا وFC Hämeenlinna ‏ وPorin Palloilijat ‏.

## وصلات خارجية
- الكسندر كوكو على موقع الاتحاد الأوربي (الإنجليزية)
- الكسندر كوكو على موقع قاعدة بيانات كرة القدم.إي يو (الإنجليزية)
- الكسندر كوكو على موقع ناشيونال فوتبول تيمز (الإنجليزية)
- الكسندر كوكو على موقع Soccerway.com (الإنجليزية)
- الكسندر كوكو على موقع عالم كرة القدم.نت (الإنجليزية)